# فورتوناتو ليبانوري
فورتوناتو ليبانوري (بالإيطالية: Fortunato Libanori)‏ كان متسابق دراجات نارية إيطالي. نافس في سباقات بطولة العالم لفئة 250 سي سي ولفئة 125 سي سي ولفئة 50 سي سي. بدأ المنافسة في بطولة العالم سنة 1956. أفضل موسم له كان موسم سنة 1956 عندما جاء في المركز الخامس في بطولة العالم لفئة 125 سي سي.